# Ralf Raths

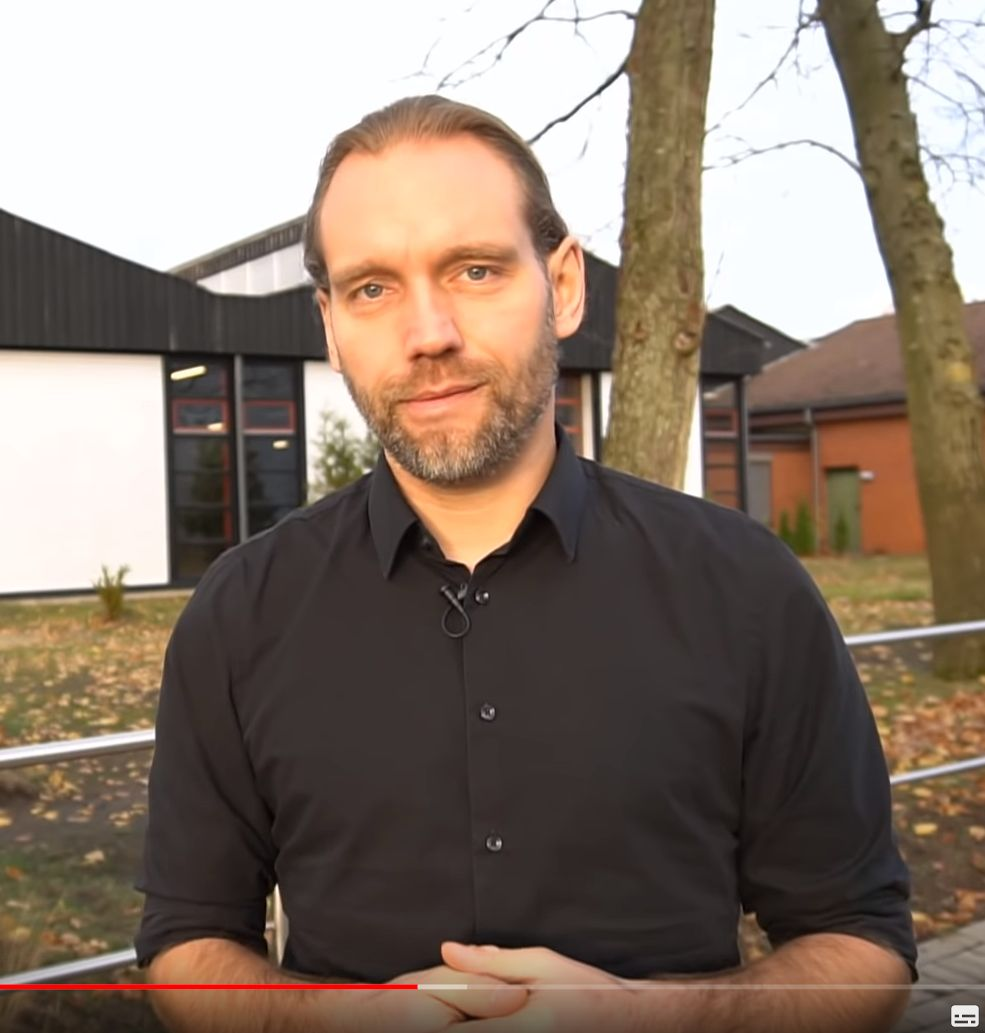
Ralf Raths im Panzermuseum (2018)

Ralf Raths (* 28. Juni 1977 in Goslar) ist ein deutscher Historiker und wissenschaftlicher Direktor des Deutschen Panzermuseums Munster.

## Leben
Nach Abitur und Wehrdienst studierte Raths ab 1997 Geschichte und Politikwissenschaft an der Universität Hannover. Er schloss sein Studium 2005 mit einer Magisterarbeit zum Thema Landkrieg ab, die 2009 vom Militärgeschichtlichen Forschungsamt (MGFA) im Rombach Verlag leicht gekürzt veröffentlicht wurde.
Zwischen 2005 und 2011 übernahm Raths Lehraufträge zur Militärgeschichte am Historischen Seminar der Universität Hannover. 2011 wurde sein multimediales Seminar „Die Erfahrung der neuzeitlichen Schlacht“ im Rahmen des niedersächsischen Hochschuldidaktikpreises campusemerge prämiert.
Von 2008 bis 2012 arbeitete Raths als wissenschaftlicher Leiter am Deutschen Panzermuseum Munster. Von 2013 bis 2024 war er dessen Direktor. Seit Sommer 2024 ist er wissenschaftlicher Direktor des Museums. Raths treibt seit Aufnahme seiner Tätigkeit am Panzermuseum dessen Umbau von einer fast rein technisch orientierten Ausstellung hin zu einem multiperspektivischen Museum nach ICOM-Maßstäben voran.
2013 wurde Raths in die Deutsche Kommission für Militärgeschichte innerhalb der Internationalen Kommission für Militärgeschichte (CIHM) berufen.
Ein Schwerpunkt seiner Arbeit ist die historische Vermittlung über YouTube. Der Kanal des Panzermuseums ist mit mehr als 135.000 Abonnenten der mit Abstand größte Kanal deutschsprachiger Museen.

## Schriften (Auswahl)
- Vom Massensturm zur Stoßtrupptaktik. Die deutsche Landkriegtaktik im Spiegel von Dienstvorschriften und Publizistik 1906–1918, Rombach, Freiburg 2009, ISBN 3-7930-9559-2.
- German Tank Production and Armoured Warfare 1916–1918. In: War & Society, 30 (1), März 2011, S. 24–47.
- Die Überlegenheit der Verteidigung: Die Entwicklung der deutschen Defensivkonzepte im Grabenkrieg. In: Thomas Jäger, Rasmus Beckmann (Hrsg.): Kriegstheorien. VS-Verlag, Wiesbaden 2011, ISBN 978-3-531-17933-9, S. 396–404.
- From technical showroom to full-fledged museum: The German Tank Museum Munster. In: museum and society. November 2012. 10 (3), S. 174–192.
- Grote veranderingen in West-Europese militaire musea. In: Voorwarts! MARS: Militaire musea in de samenleving. Delft 2013, S. 98–122.
- Identitäten aus Panzerstahl – Das Deutsche Panzermuseum Munster zwischen Blitzkriegsfans und Farbattacken. In: Michele Barricelli, Tabea Golgath: Historische Museen heute. Schwalbach 2014, ISBN 978-3-89974-950-2, S. 58–67.
- Vom „Typenkompass“ zu „World of Tanks“: Das populäre Bild der Panzerei der Wehrmacht. In: Jens Westemeier (Hrsg.): „So war der deutsche Landser…“. Das populäre Bild der Wehrmacht, Ferdinand Schöningh, Paderborn 2019, ISBN 3-506-78770-5, S. 169–189.

## Interviews/Vorträge
- Bundeswehr: Stille Giganten auf YouTube, 2. März 2012, abgerufen am 27. Juni 2018.
- Deutsches Panzermuseum Munster: Einweihung des Tigers auf YouTube, 30. April 2013, abgerufen am 15. März 2021. (Video; 14:48 min)
- David Grosch, Stefan Fries: Querschrift: Stahl auf der Heide 2014. In: YouTube. Upload am 23. September 2014.
- Interview mit Wolfgang Heim bei SWR Leute; SWR Leute, Militärhistoriker leitet das Deutsche Panzermuseum auf YouTube, 27. Juni 2018, abgerufen am 10. Juni 2020.
- Vom Massensturm zur Stoßtrupptaktik: Folge 083 des Podcasts "Anno Punkt Punkt Punkt". Upload am 17. August 2022.